# 村中四郎
村中 四郎（むらなか しろう、生没年不詳）は、大日本帝国陸軍の軍人。最終階級は陸軍大佐。山崎保代（陸軍大佐）の前任者としてアッツ島守備隊長を務める。同隊長を下番後は広島県宇品に赴任し、陸軍船舶練習部船舶幹部候補生隊長となる。

## 経歴
- 山口県出身。
- 1916年12月 士官候補生となる。
- 1919年5月 陸軍士官学校（31期）卒業。
- 1919年12月 陸軍工兵少尉
- 1940年4月 独立工兵第26連隊長
- 1943年 北海守備第2地区隊長
  - 8月 陸軍大佐
- 1944年4月 陸軍船舶練習部船舶幹部候補生隊長
- 1945年3月 第14船舶団長